# Бузникин, Евгений Евгеньевич
Евге́ний Евге́ньевич Бузни́кин (17 сентября 1981) — российский футболист, правый защитник.
Играть начал в 1998 году в нижегородском клубе «Торпедо-Виктория», выступавшем в зоне «Поволжье» Второго дивизиона. В 1999 году перешёл в тольяттинскую «Ладу». В 2000—2001 годах играл за «Кубань», а в следующий сезон начал в другой краснодарской команде «Краснодар-2000», после чего скитался по различным клубам Юга России, среди которых «Машук-КМВ», «Жемчужина» из Сочи и махачкалинское «Динамо». В 2006 играл в чемпионате Белоруссии за «Торпедо» Жодино. В 2007 играл за «Динамо» Ставрополь. 17 апреля 2009 года попал в заявку любительского клуба «ГНС-Спартак», откуда пришёл из другого клуба чемпионата Краснодарского края «Динамо»..
Брат Максим — также в прошлом футболист, выступал за «Спартак» и сборную России.